# Équitation aux Jeux panaméricains de 2019
Navigation
2015
Les compétitions d'équitation aux Jeux panaméricains de 2019 ont lieu du 27 juillet au 10 août 2019 à Lima, au Pérou. 

## Médaillés
| Dressage individuel          | Sarah Lockman sur First Apple (USA) | Tina Irwin sur Laurencio (CAN) | Jennifer Baumert sur Handsome (USA) |  |  |  |
| Dressage par équipes         | Canada Jill Irving sur Degas 12 Tina Irwin sur Laurencio Lindsay Kellock sur Floratina Naïma Moreira-Laliberté sur Statesman                  | États-Unis Nora Batchelder sur Faro SQF Jennifer Baumert sur Handsome Sarah Lockman sur First Apple                               | Brésil Leandro Aparecido da Silva sur Dicaprio João Paulo dos Santos sur Carthago Comando SN João Victor Marcari Oliva sur Biso das Lezirias Pedro de Almeida sur Aoleo |  |  |  |
|                              | | | |  |  |  |
| Concours complet individuel  | Boyd Martin sur Tsetserleg (USA) | Lynn Symansky sur RF Cool Play (USA)                                                                                              | Carlos Parro sur Quaikin Qurious (BRA) |  |  |  |
| Concours complet par équipes | États-Unis Lynn Symansky sur RF Cool Play Tamie Smith sur Mai Baum Doug Payne sur Starr Witness Boyd Martin sur Tsetserleg                    | Brésil Ruy Fonseca sur Ballypatrick SRS Rafael Losano sur Fuiloda G Marcelo Tosi sur Starbucks Carlos Parro sur Quaikin Qurious   | Canada Karl Slezak sur Fernhill Wishes Dana Cooke sur Mississippi Colleen Loach sur Golden Eye Jessica Phoenix sur Pavarotti                                            |  |  |  |
|                              | | | |  |  |  |
| Saut d'obstacles individuel  | Marlon Zanotelli sur Sirene de la Motte (BRA)                                                                                                 | José Maria Larocca sur Finn Lente (ARG)                                                                                           | Beezie Madden sur Breitling LS (USA) |  |  |  |
| Saut d'obstacles par équipes | Brésil Marlon Zanotelli sur Sirene de la Motte Eduardo Menezes sur H5 Chaganus Rodrigo Lambre sur Chacciama Pedro Veniss sur Quabri de'l Isle | Mexique Enrique Gonzalez sur Chacna Eugenio Garza sur Armani SL Z Lorenza O'Farrill sur Queens Darling Patricio Pasquel sur Babel | États-Unis Alex Granato sur Carlchen W Lucy Deslauriers sur Hester Eve Jobs sur Venus d'Fees des Hazalles Beezie Madden sur Breitling LS                                |  |  |  |

## Tableau des médailles
| Rang  | Nation     | Or | Argent | Bronze | Total |
| ----- | ---------- | -- | ------ | ------ | ----- |
| 1     | États-Unis | 3  | 2      | 3      | 8     |
| 2     | Brésil     | 2  | 1      | 2      | 5     |
| 3     | Canada     | 1  | 1      | 1      | 3     |
| 4     | Argentine  | 0  | 1      | 0      | 1     |
| 5     | Mexique    | 0  | 0      | 1      | 1     |
| Total | Total      | 6  | 6      | 6      | 18    |